# Pod Twoją obronę (film)
Pod Twoją obronę – polski melodramat z 1933 roku, w reżyserii Józefa Lejtesa.

## O filmie
Jeden z najbardziej kasowych polskich filmów okresu międzywojennego. Bohaterami są Jan Polaski, oficer sił lotniczych, oraz jego ukochana Maryla. Polaski jest nie tylko pilotem, ale i konstruktorem pracującym nad wynalazkiem z dziedziny aeronautyki, którym interesują się obce wywiady. Podczas mityngu lotniczego jego samolot ulega wypadkowi, a on sam cudem uchodzi z życiem. Jest jednak załamany, gdyż wyniku wypadku traci władzę w nogach. Maryla radzi mu, by nie tracił nadziei, i zabiera go na pielgrzymkę na Jasną Górę, w czasie której zostaje uzdrowiony.

## Obsada
- Maria Bogda – Maryla
- Tekla Trapszo – pani Polaska, opiekunka Maryli
- Adam Brodzisz – Jan, syn Polaskiej
- Władysław Walter – sierżant mechanik
- Zofia Lindorfówna – zakonnica, siostra Gabriela
- Zygmunt Chmielewski – szef obcego wywiadu
- Bogusław Samborski – chirurg
- Antoni Różycki – delegat szefa lotnictwa
- Zdzisław Karczewski – porucznik, przyjaciel Polaskiego
- Janusz Ziejewski – porucznik, przyjaciel Polaskiego
- Mieczysław Bil-Bilażewski – porucznik
- Juliusz Łuszczewski – agent wywiadu[1]

## Dodatkowe informacje
- Film zachował się jedynie we francuskiej wersji językowej.
- Z obawy przed reakcją Kościoła i prasy endeckiej nazwisko Lejtesa (reżysera pochodzenia żydowskiego) zostało usunięte z czołówki filmu.